# Berta Frey
Berta Frey (8 de noviembre de 1893 - 1 de febrero de 1972) fue una reconocida tejedora neoyorquina quien interpretó y enseñó sobre las técnicas de tejido durante muchos años. Fue una de las fundadoras de la Asociación de Tejedoras a Mano de América, HGA, Heandweavers Guild of America, por sus siglas en inglés.

## Primeros años
Berta Frey nació el 8 de noviembre de 1893 en Texas. Durante la Primera Guerra Mundial (1914-1918) ejerció como terapeuta ocupacional, es decir, que su profesión la dedicaba a mejorar la vida de personas de cualquier edad o condición física a través de las actividades de la vida cotidiana; especializándose en el trabajo con madera, en el hospital militar Walter Reed en Washington D. C.. Al mismo tiempo, ella aprendió a tejer a mano. Cuando notó que los telares a mano no eran hechos en Estados Unidos, utilizó sus habilidades de carpintería para que, tanto ella como sus pacientes, pudieran fabricarlos. Frey comenzó por tejer diseños alusivos a la Colonia, pero pronto comenzó a probar con otros diseños.

## Periodo entre guerras
Después de la guerra, Frey se mudó a la ciudad de Nueva York con sus padres y trabajó en la industria textil. Finalmente abrió un estudio de diseño en la ciudad y ahí comenzó a enseñar a tejer. En 1934 Berta Frey ya era conocida por haber innovado las técnicas de tejido a mano y ese verano asistió a la asamblea del Instituto de Tejido de Penland (PWI) Penland Weaving Institute, por sus siglas en inglés; en las Montañas Azules de Ridge (BRE) Blue Ridge Mountain por sus siglas en inglés, en Carolina del Norte. Ella, entre muchas, tuvo la iniciativa para la construcción de un nuevo edificio en una escuela que estaba ampliando sus servicios. Los signatarios se comprometieron a construir una casa de manualidades llamada Edward F. Craft House, edificio que contaba con salones y dormitorios. Algunos de los estudiantes del Instituto provenían de comunidades locales. 
Un grupo de estudiantes comenzó a reunirse informalmente cada mes en el estudio de diseño de Berta, el Berta Frey´s New York Studio. El 11 de noviembre de 1940 se inauguró la Asamblea de Tejedoras de Nueva York NYHG, New York Guild Handweavers por sus siglas en inglés. La mayoría de los primeros participantes ya había trabajado en áreas similares a la textil como instructores, diseñadores o terapistas ocupacionales. En 1941 Berta Frey renunció a su puesto en la asamblea y regresó al ejército como terapeuta ocupacional. 

## Posguerra
Después de la Segunda Guerra Mundial (1939-1945) Berta Frey se convirtió en la encargada del Comité del Programa del Gremio de Nueva York, Chair of the New York Guild's Program Committee. Frecuentemente era ponente de conferencias acerca de diferentes temas, frecuentemente contribuía a la Handweaver and Craftsman, una revista nacional que había sido lanzada en 1940. En mayo de 1946 Frey dirigió una conferencia acerca del tejido en el YMCA en Milwaukee, que fue patrocinada por el Gremio de Tejedores de Milwaukee, Milwaukee Weaver's Guild. Hizo demostraciones sobre como acondicionar la malla al tejido. Años después de que Berta Frey comenzará a enseñar a tejer la escuela de Arrowmount en Gatlinburg, Tennessee; organizó talleres de verano de la Pi Beta Phi en la Universidad de Tennessee. Berta Frey fue instructora en la escuela Fletcher Farm en Vermont. En 1948 publicó una segunda edición de su pequeño libro, Seven Project in Rosepath. Este fue uno de los primeros libros americanos que funcionaba como guía para tejedores a mano primerizos. 
El 8 y 9 de abril de 1955, se reunieron 135 asociados del Gremio de los Tejedores de Ontario; que se llevó a cabo en el Heliconian Club en Toronto. Berta Frey dio una plática en la que mostró un telar multicolor. El grupo formó un comité supervisor que buscó abrir un organismo distrital que fuera dirigido por la fundación Ontario Handweavers & Spinners (OHS) el año siguiente. Regresó a Ontario en 1960 cuando ella era ya la principal oradora de la conferencia del OHS, que estaba organizada por el Gremio de Tejedores del Valle de Ottawa, Ottawa Valley Weavers Guild. Habló acerca del papel del tejido a mano desde tiempos pasados hasta la actualidad y después mostró como es que los antiguos diseños podían ser utilizados en figuras modernas. En 1967 ella estaba de vuelta en Ontario como parte del jurado en la exhibición Fashion Fabrics de la OHS, que se inauguró en Kingston, Ontario en octubre de 1967 y circuló por los próximos dos años.  
En 1969 Berta Frey fue una de las fundadoras del Gremio de las Tejedoras de América (HGA), Handweavers Guild of America y fungió en el primer ciclo de directores. Al mismo tiempo ella enseñaba a tejer en Woodstock, Nueva York. Murió el 1 de febrero de 1972 a la edad de 78 años en Bearsville, Nueva York justo al oeste de Woodstock.

## Publicaciones
Algunas de las publicaciones de Berta Frey incluyen:
- Frey, Berta (1948). Seven Projects in Rosepath. The Author.
- Frey, Berta (1968). Designing and Drafting for Handweavers: Basic Principles of Cloth Construction. Macmillan Publishing Company. ISBN 978-0-02-541460-0.
- Frey, Berta (1972). Four harness weaving. Handweavers Guild of America.